# Valentina Carvajal
Valentina Carvajal (Villa Prat, 30 de abril de 1989) es una actriz y psicóloga chilena. Se hizo conocida por su rol debut de Martina Guzmán en la telenovela Pobre rico de Televisión Nacional de Chile.

## Biografía
Nació en Villa prat Region del Maule, el 30 de abril de 1989. Decidió que quería actuar cuando estaba en tercero medio que fue cuando hizo un taller de teatro en su colegio. Luego se mudó a Santiago para estudiar actuación en la Academia de Fernando González, y después pasó a estudiar artes escénicas en la Universidad Mayor.
Hizo su debut en 2012 en el área dramática de TVN en la exitosa teleserie Pobre Rico interpretando de manera muy destacada a Martina Guzmán, una chica de clase alta, que conquistaría el corazón del personaje interpretado por Simón Pesutic
El 2013 participó de la exitosa teleserie Somos los Carmona, interpretando a Rocío Velasco, una joven rebelde, problemática, que dedica su vida solo a las fiestas y a pasarlo bien.
El 2014 participó en la fallida teleserie Caleta del sol, interpretando a Catalina Infante, una joven y alegre surfista, amante de la naturaleza y las actividades al aire libre.
El 2015, interpreta a la atrevida Celina Labarca en la teleserie Esa no soy yo.
El 2016, después de 4 años, emigró del área dramática de TVN y se fue al área dramática de Mega, en dónde se integró al elenco de la exitosa teleserie Pobre gallo.

## Filmografía

### Telenovelas
| Teleseries | Teleseries         | Teleseries       | Teleseries |
| Año        | Teleserie          | Rol              | Canal      |
| ---------- | ------------------ | ---------------- | ---------- |
| 2012       | Pobre rico         | Martina Guzmán   | TVN        |
| 2013       | Somos los Carmona  | Rocío Velasco    | TVN        |
| 2014       | Caleta del sol     | Catalina Infante | TVN        |
| 2015       | Esa no soy yo      | Celina Labarca   | TVN        |
| 2016       | Pobre gallo        | Dominga Ortúzar  | Mega       |
| 2022       | La ley de Baltazar | Josefa Olmedo    | Mega       |

### Series y unitarios
| Serie de televisión | Serie de televisión  | Serie de televisión | Serie de televisión |
| Año                 | Serie                | Personaje           | Canal               |
| ------------------- | -------------------- | ------------------- | ------------------- |
| 2011                | BKN                  | Luciana Ortúzar     | Mega                |
| 2014                | Las 10 olas de Chile | Catalina Infante    | TVN                 |
| 2017                | 12 Días              | Ana María Hasenberg | Chilevisión         |

## Programas de televisión
- Calle 7 (TVN, 2012) - Invitada
- Paris Parade (TVN, 2012) - Reportera junto con Magdalena Müller

los Carmona en tvn como Rocío Velasco

## Teatro
- La Apocalipsis de mi vida (2009)
- Veraneando en Zapallar (2009)
- La muerte de Dantón (2011)
- The show must go on (2011)
- Toc Toc (2016)